# ذي خلف (السبرة)

تعديل مصدري - تعديل

ذي خلف محلة تابعة لقرية احوال قيس، التابعة لعزلة الاخلود بمديرية السبرة إحدى مديريات محافظة إب في الجمهورية اليمنية.، بلغ تعداد سكانها 25 حسب تعداد اليمن لعام 2004.